# 天岗镇
天岗镇，是中华人民共和国吉林省吉林市蛟河市下辖的一个乡镇级行政单位。

## 行政区划
天岗镇下辖以下地区：
天岗社区、永丰村、罗圈沟村、太平山村、荒山村、窝集口村、天岗村、尚仪村、五道河村、六道河村、七道河村、保林村、横山村、红星村、岗子村、红丰村、鲜光村、永胜村、春江村、两家子村、大桥村和东光村。